# Spinocalanidae
Spinocalanidae é uma família de copépodes pertencentes à ordem Calanoida.

## Géneros
Géneros (lista incompleta):
- Arctokonstantius
- Damkaeria Fosshagen, 1983
- Foxtonia Hulsemann & Grice, 1963